# Boa Vista (Kaapverdië)
Boa Vista (Portugees voor 'Mooi uitzicht'), ook geschreven als Boavista, is een woestijnachtig eiland dat tot de Kaapverdische eilanden behoort. In totaal omvat deze eilandengroep 10 verschillende eilanden, waarvan Boa Vista de derde grootste is.
Het eiland Boa Vista ligt, door zijn oostelijke ligging, het dichtst tegen het Afrikaanse vasteland. De afstand tussen Boa Vista en Senegal bedraagt slechts 450 km.
Boa Vista, met hoofdstad Sal Rei, staat bekend vanwege de talrijke schildpadden, traditionele muziek en de ultramarathon. Het eiland beschikt over een luchthaven in Rabil en biedt talrijke verblijfsmogelijkheden voor toeristen.

## Geografie

### Plaatsen op het eiland
Boa Vista is opgedeeld in de volgende plaatsen, voor statistische doeleinden:
- Bofarreira
- Cabeça Dos Tarrafes
- Cidade De Sal Rei
- Estância De Baixo
- Fundo Das Figueiras
- João Galego
- Lacacão
- Povoação Velha
- Rabil

### Landschap
Boa Vista is, met een oppervlakte van 620 km², het derde grootste eiland op Santo Antao en Santiago na. Het ligt ten zuiden van Sal en ten noorden van het eiland Maio. Het eiland is over het algemeen plat, maar kent ook enkele bergen zoals Santo António (Sint-Antonius), Rocha Estância, Monte Negro (Zwarte Berg), Monte Caçador, Pico Forcado en Monte Vigia en met als hoogste punt, de Monte Estância (378 meter hoog).
Behalve bergen heeft het eiland ook prachtige, lange stranden zoals Atalanta, Cabral, Chave, Ervatão, Gatas, Santa Mónica en Varandinha.
Boa Vista is een van de vijf Kaapverdische eilanden die in hun nabije omgeving nog andere kleine eilandjes heeft, zoals Ilhéu de Sal Rei (westen), Ilhéu de Curral Velho (zuiden), Ilhéu do Baluarte (oosten).

## Geschiedenis
Diogo Gomes, een Portugese ontdekkingsreiziger, ontdekte in 1456 de Kaapverdische Eilanden toen deze nog onbewoond waren. De naam Boa Vista staat voor “mooi uitzicht”, hetgeen wat als eerste in zijn gedachten kwam tijdens zijn ontdekking. In 1462 werd het eerste stadje, Riberira Grande, door de Portugezen gebouwd op het eiland Santiago. In 1587 werden de Kaapverdische eilanden officieel een Portugese kolonie en werden sindsdien gebruikt als tussenstop voor de slavenhandel tussen het Afrikaanse vasteland en Amerika.
Deze slaven werden vanaf 1620 ook tewerkgesteld in de zoutmijnen van de eilanden, waar ze het zout bewerkten in bergachtige gebieden, waar piraten hen niet zouden kunnen aanvallen. Deze zouthandel zorgde al snel voor een economische bloei van het eiland, waardoor Kaapverdië meer en meer werd bezien als een handelscentrum.
In 1975 werd Kaapverdië onafhankelijk verklaard. Recentelijk maakt de eilandengroep een aanzienlijke ontwikkeling door. Met name de toeristische sector is groeiende, wat onder meer blijkt uit de bouw van een internationale luchthaven, havens, wegen, hotels, et cetera.

## Bevolking
Vanaf midden 19e eeuw werd de bevolking geschat op 4.000. Het merendeel van de bevolking woont in Sal Rei, maar er zijn ook nog verschillende andere dorpjes waar tot 100 personen wonen. Boa Vista heeft momenteel de kleinste bevolking van alle bewoonde Kaapverdische eilanden en is ook het minst dichtbevolkt. Sinds de jaren 1900 groeit de bevolking gestaag na een periode van droogte en hongersnood waardoor er veel inwoners waren geïmmigreerd. In 2010 was het inwoneraantal van Boa Vista gestegen tot 8.554, een toevoeging van meer dan 100%, onder andere door de bouw van hotels, villa’s en een stadion. Momenteel telt Boa Vista 10.000 inwoners.
Deze inwoners bestaan uit een mix van mensen met verschillende raciale achtergrond: creolen, negroïden en blanken. De creolen vormen met 70% de grootste groep van bewoners aangezien veel Portugezen zich waagden aan een relatie met de slaven van het Afrikaanse vasteland, tijdens de kolonisatie door Portugal, en deze zich nadien permanent vestigden.

## Politiek
Kaapverdië wordt op gemeentelijk niveau, net als op landelijk niveau, beheerst door twee partijen: aan de linkerzijde de PAICV en aan de rechterzijde de MpD. De huidige president van Boa Vista is José Pinto Almeida, lid van de MpD.
De Gemeentelijke Vergadering (in het Portugees: Assembleia Municipal) van de gemeente Boa Vista bestaat nu uit 13 leden. Hiervan zijn 4 leden afgevaardigd door de PAICV, 8 leden door de MpD en 1 lid van FV.BV. Het gemeentebestuur (câmara) bestaat uit 5 MpD-leden.

### Gemeenteraadsverkiezingen
Elke 4 jaar vinden op dezelfde dag de verkiezingen plaats voor de Gemeentelijke Vergadering als voor het Gemeentebestuur.
| Partij | 2004 % | 2004 zetels | 2008 % | 2008 zetels | 2012 % | 2012 zetels |
| ------ | ------ | ----------- | ------ | ----------- | ------ | ----------- |
| PAICV  | 35.22  | 5           | 34.0   | ?           | 29.0   | 4           |
| MpD    | 64.78  | 8           | 62.6   | ?           | 58.6   | 8           |
| FV.BV  | -      | -           | -      | -           | 9.5    | 1           |

### Gemeentebestuur
| Partij | 2004 % | 2004 zetels | 2008 % | 2008 zetels | 2012 % | 2012 zetels |
| ------ | ------ | ----------- | ------ | ----------- | ------ | ----------- |
| PAICV  | 34.96  | 0           | 31.3   | 0           | 28.5   | 0           |
| MpD    | 65.04  | 5           | 65.6   | 5           | 59.3   | 5           |
| FV.BV  | -      | -           | -      | -           | 8.9    | 0           |

## Economie
Vroeger leefden de inwoners van Boa Vista van zoutwinning en dadelkweek. Dit laatste is momenteel nog steeds het geval met daar bijkomend het toerisme. Vele mensen werken momenteel in verschillende hotelketens, als taxichauffeur of verkopen souvenirs in Sal Rei. De inkomsten uit toerisme zijn de laatste jaren hevig gestegen, sinds de ingebruikname van de internationale luchthaven in 2007.

## Toerisme
Boa Vista telt verschillende all-in-hotels. De bekende RIU-keten heeft 3 hotels op het eiland, namelijk RIU Touareg in het zuiden van het eiland en RIU Karamboa en RIU Palace in het westen. Daarnaast zijn er ook nog kleinere hotels en ketens aanwezig zoals Iberostar, Royal Decammeron, Hotel Estoril, Hotel Migrante, Luca Calema. Naast de hotels zijn er ook enkele charmehotels en guesthouses op het eiland te vinden, zoals Guesthouse Orquidea en Beachbar/ Holiday Apartments: Social Club, beide uitgebaat door Belgen.

## Vervoer

### Luchtvaart
Ongeveer 5 km ten zuidoosten van de plaats Sal Rei ligt de internationale Luchthaven Boavista: IATA: BVC, ICAO: GVBA.

### Taxi
De officiële taxi's zijn rode pick-ups, maar in principe biedt iedereen zichzelf aan als taxi. Betalen kan met escudo's en euro's.

## Bekende personen uit Boa Vista

### Geboren
- Aristides Pereira (1923-2011), eerste president van Kaapverdië
- Germano Almeida (1945), schrijver